# 修得
| ウィキペディアには「修得」という見出しの百科事典記事はありません（タイトルに「修得」を含むページの一覧/「修得」で始まるページの一覧）。 代わりにウィクショナリーのページ「修得」が役に立つかもしれません。 |